# 벨린다 벤치치
벨린다 벤치치(독일어: Belinda Bencic, 1997년 3월 10일~)는 스위스의 테니스 선수이다. 여자 테니스 협회(WTA) 세계 랭킹 4위까지 도달했으며, 2020년 하계 올림픽에서 단식 금메달과 복식 은메달을 획득했다.